# Central Collegiate Hockey Association
La Central Collegiate Hockey Association (CCHA) è una conference formata da squadre universitarie appartenente alla Division I della National Collegiate Athletic Association riservata esclusivamente all'hockey su ghiaccio maschile. Degli attuali membri, quattro si trovano nel Michigan e tre nel Minnesota, con singoli membri sia in Dakota del Sud che in Ohio. La conferenza ha precedentemente incluso squadre in Alaska, Illinois, Indiana, Missouri e Nebraska.
La CCHA interruppe le attività al termine della stagione 2012-13 in seguito a una serie di numerosi spostamenti, il più importante di essi fu scaturito dalla decisione della Big Ten Conference di attivare dalla stagione 2013-14 per le sue università (fra le quali Michigan, Michigan State e Ohio State) il campionato di hockey su ghiaccio di Division I. Le restanti squadre della CCHA ricevettero inviti da altre conference della NCAA, fra cui quelle della neonata National Collegiate Hockey Conference, Hockey East e la WCHA (anch'essa ridimensionata da Big Ten e NCHC). L'ultima gara in assoluto nella storia della conference originale fu la finale del 2013 presso la Joe Louis Arena di Detroit nella quale Notre Dame sconfisse Michigan per 3-1 aggiudicandosi l'ultima Mason Cup.
La CCHA è stata ristabilita nel 2020 da sette squadre che avevano annunciato che avrebbero lasciato la divisione maschile della WCHA dopo la stagione 2020-21. Prima che il nuovo CCHA iniziasse a giocare nel 2021, ha aggiunto un'ottava squadra.

## Storia
Il 17 settembre 2010 la Pennsylvania State University annunciò il trasferimento delle proprie squadre maschili e femminili dalla American Collegiate Hockey Association ad un programma appartenente alla Division I per la stagione 2012. Poco più di un mese prima l'allora commissioner Tom Anastos dichiarò l'interesse da parte della CCHA di ammettere i Penn State Nittany Lions come dodicesimi membri della conference. Tuttavia la lega dovette affrontare l'imminente partenza di tre delle sue squadre, Michigan, Michigan State e Ohio State, quando la Big Ten Conference nel marzo del 2011 annunciò l'intenzione di istituire un proprio campionato di hockey su ghiaccio maschile per la stagione 2013-14, una volta raggiunto un numero di squadre sufficienti per permettere la partecipazione automatica di almeno una propria squadra alle finali nazionali della NCAA. Oltre alle tre squadre della CCHA altre università interessate dall'annuncio furono l'Università del Minnesota e del Università del Wisconsin appartenenti alla Western Collegiate Hockey Association, così come Penn State.
Nel luglio del 2011 un'altra formazione dichiarò la volontà di abbandonare la CCHA a partire dal 2013, la Miami University, invitata ad essere una delle squadre fondatrici della National Collegiate Hockey Conference. Dopo circa due mesi anche la Western Michigan University accettò l'invito da parte della nuova lega.
La fine della CCHA fu ulteriormente accelerata dalla notizia di altre cinque squadre pronte a lasciare la lega al termine del campionato 2012-13 per unirsi alla WCHA: il primo annuncio a luglio fu quello della Northern Michigan University, seguito da Alaska, Ferris State e Lake Superior State nel mese di agosto e Bowling Green il 4 ottobre.
Notre Dame infine accettò l'invito da parte di Hockey East il 5 ottobre 2011.
Nel novembre 2019, sette università hanno annunciato che avrebbero lasciato la divisione maschile della WCHA per formare una nuova conferenza. Diversi mesi dopo, quelle scuole hanno annunciato che avrebbero formato un nuovo CCHA. Prima della ripresa del gioco CCHA nel 2021-22, la conferenza ha aggiunto un ottavo membro.
Il 17 maggio 2022, l'Università Augustana è stata annunciata come nono membro della conferenza. La squadra giocherà un programma parziale della conferenza nelle stagioni 2023-24 e 2024-25 prima di iniziare il gioco completo della conferenza nel 2025-26.

## Membri

### Membri correnti
| Squadra                                                          | Città            | Stato          | Fondazione | Università        | Ingresso       | Ritiro    | Conference precedente (hockey su ghiaccio) | Conference primaria     |
| ---------------------------------------------------------------- | ---------------- | -------------- | ---------- | ----------------- | -------------- | --------- | ------------------------------------------ | ----------------------- |
| Template:Hockey su ghiaccio Augustana University                 | Sioux Falls      | Dakota del Sud | 1860       | Privata/Luterana  | 2023           |           | Nessuno (nuova squadra)                    | NSIC (NCAA Div. II)     |
| Bemidji S. Beavers                                               | Bemidji          | Minnesota      | 1919       | Pubblica          | 2021           |           | WCHA                                       | NSIC (NCAA Div. II)     |
| Bowling Green Falcons                                            | Bowling Green    | Ohio           | 1910       | Pubblica          | 1971 2021      | 2013      | WCHA                                       | Mid-American Conference |
| Ferris State Bulldogs                                            | Big Rapids       | Michigan       | 1884       | Pubblica          | 1979 2021      | 2013      | WCHA                                       | GLIAC (NCAA Div. II)    |
| Lake Superior S. Lakers                                          | Sault Ste. Marie | Michigan       | 1946       | Pubblica          | 1972 2021      | 2013      | WCHA                                       | GLIAC (NCAA Div. II)    |
| Michigan Tech Huskies                                            | Houghton         | Michigan       | 1885       | Pubblica          | 1981 2021      | 1984      | WCHA                                       | GLIAC (NCAA Div. II)    |
| MSU Mavericks                                                    | Mankato          | Minnesota      | 1868       | Pubblica          | 2021           |           | WCHA                                       | NSIC (NCAA Div. II)     |
| Northern Michigan Wildcats                                       | Marquette        | Michigan       | 1899       | Pubblica          | 1977 1997 2021 | 1984 2013 | WCHA                                       | GLIAC (NCAA Div. II)    |
| Template:Hockey su ghiaccio University of St. Thomas (Minnesota) | Saint Paul       | Minnesota      | 1885       | Privata/Cattolica | 2021           |           | MIAC (NCAA Div. III)                       | Summit League           |

### Ex membri
| Squadra                   | Città        | Stato    | Fondazione | Università        | Ingresso  | Ritiro    | Conference successiva (hockey ghiaccio) | Conference attuale (hockey ghiaccio) |
| ------------------------- | ------------ | -------- | ---------- | ----------------- | --------- | --------- | --------------------------------------- | ------------------------------------ |
| Alaska Nanooks            | Fairbanks    | Alaska   | 1917       | Pubblica          | 1995      | 2013      | WCHA                                    | Indipendente                         |
| UIC Flames                | Chicago      | Illinois | 1946       | Pubblica          | 1982      | 1996      | programma abbandonato                   | programma abbandonato                |
| Kent State Golden Flashes | Kent         | Ohio     | 1910       | Pubblica          | 1992      | 1994      | programma abbandonato                   | programma abbandonato                |
| Miami RedHawks            | Oxford       | Ohio     | 1809       | Pubblica          | 1980      | 2013      | NCHC                                    | NCHC                                 |
| Michigan Wolverines       | Ann Arbor    | Michigan | 1817       | Pubblica          | 1981      | 2013      | Big Ten                                 | Big Ten                              |
| Michigan St. Spartans     | East Lansing | Michigan | 1855       | Pubblica          | 1981      | 2013      | Big Ten                                 | Big Ten                              |
| UNO Mavericks             | Omaha        | Nebraska | 1908       | Pubblica          | 1999      | 2010      | WCHA                                    | NCHC                                 |
| Notre Dame Fighting Irish | South Bend   | Indiana  | 1842       | Privata/Cattolica | 1981 1992 | 1983 2013 | Hockey East                             | Big Ten                              |
| Ohio Bobcats              | Athens       | Ohio     | 1804       | Pubblica          | 1971      | 1973      | programma abbandonato                   | programma abbandonato                |
| Ohio State Buckeyes       | Columbus     | Ohio     | 1870       | Pubblica          | 1971 1975 | 1973 2013 | Big Ten                                 | Big Ten                              |
| Saint Louis Billikens     | St. Louis    | Missouri | 1818       | Privata/Cattolica | 1971      | 1979      | programma abbandonato                   | programma abbandonato                |
| W. Michigan Broncos       | Kalamazoo    | Michigan | 1903       | Pubblica          | 1975      | 2013      | NCHC                                    | NCHC                                 |

## Albo d'oro

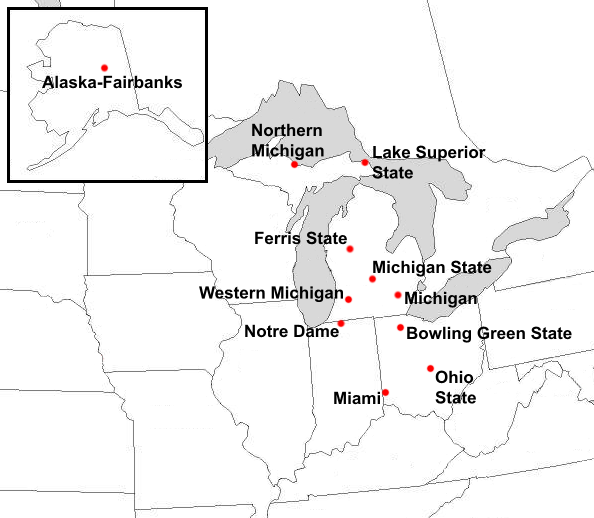
Mappa degli ultimi membri della Central Collegiate Hockey Association.

- 1972:  Ohio State Buckeyes
- 1973:  Bowling Green Falcons
- 1974:  Saint Louis Billikens
- 1975:  Saint Louis Billikens
- 1976:  Saint Louis Billikens
- 1977:  Bowling Green Falcons
- 1978:  Bowling Green Falcons
- 1979:  Bowling Green Falcons
- 1980:  Northern Michigan Wildcats
- 1981:  Northern Michigan Wildcats
- 1982:  Michigan St. Spartans
- 1983:  Michigan St. Spartans
- 1984:  Michigan St. Spartans
- 1985:  Michigan St. Spartans
- 1986:  W. Michigan Broncos
- 1987:  Michigan St. Spartans
- 1988:  Bowling Green Falcons
- 1989:  Michigan St. Spartans
- 1990:  Michigan St. Spartans
- 1991:  Lake Superior S. Lakers
- 1992:  Lake Superior S. Lakers
- 1993:  Lake Superior S. Lakers
- 1993:  Lake Superior S. Lakers
- 1994:  Michigan Wolverines

- 1995:  Lake Superior S. Lakers
- 1996:  Michigan Wolverines
- 1997:  Michigan Wolverines
- 1998:  Michigan St. Spartans
- 1999:  Michigan Wolverines
- 2000:  Michigan St. Spartans
- 2001:  Michigan St. Spartans
- 2002:  Michigan Wolverines
- 2003:  Michigan Wolverines
- 2004:  Ohio State Buckeyes
- 2005:  Michigan Wolverines
- 2006:  Michigan St. Spartans
- 2007:  Notre Dame Fighting Irish
- 2008:  Michigan Wolverines
- 2009:  Notre Dame Fighting Irish
- 2010:  Michigan Wolverines
- 2011:  Miami RedHawks
- 2012:  W. Michigan Broncos
- 2013:  Notre Dame Fighting Irish
- 2022:  MSU Mavericks
- 2023:  MSU Mavericks